# Municipio de Liberty (condado de Delaware, Ohio)
El municipio de Liberty (en inglés: Liberty Township) es un municipio ubicado en el condado de Delaware en el estado estadounidense de Ohio. En el año 2010 tenía una población de 26172 habitantes y una densidad poblacional de 302,91 personas por km².

## Geografía
El municipio de Liberty se encuentra ubicado en las coordenadas 40°11′21″N 83°4′59″O / 40.18917, -83.08306. Según la Oficina del Censo de los Estados Unidos, el municipio tiene una superficie total de 86.4 km², de la cual 84.98 km² corresponden a tierra firme y (1.65%) 1.42 km² es agua.

## Demografía
Según el censo de 2010, había 26172 personas residiendo en el municipio de Liberty. La densidad de población era de 302,91 hab./km². De los 26172 habitantes, el municipio de Liberty estaba compuesto por el 89% blancos, el 1.98% eran afroamericanos, el 0.09% eran amerindios, el 6.71% eran asiáticos, el 0.02% eran isleños del Pacífico, el 0.5% eran de otras razas y el 1.71% pertenecían a dos o más razas. Del total de la población el 1.83% eran hispanos o latinos de cualquier raza.